# Bob Mathias
Robert Bruce "Bob" Mathias (Tulare, 17 de novembro de 1930 – Fresno, 2 de setembro de 2006) foi um atleta, ator e congressista norte-americano, bicampeão olímpico do decatlo em Londres 1948 e Helsinque 1952.
Sofrendo de anemia, catapora, escarlatina,  sarampo e tosse constante na infância, mesmo possuindo grande força física e velocidade, Mathias começou no decatlo na escola secundária no mesmo ano dos Jogos de Londres, 1948, por sugestão de seu técnico de atletismo de pista. Mesmo não tendo ainda grande intimidade com a modalidade – desconhecia as regras olímpicas do arremesso de peso e quase errou todos os saltos em altura – tendo participado de seu primeiro decatlo apenas seis semanas antes, sagrou-se campeão olímpico em Londres com facilidade, aos 17 anos, o mais jovem campeão olímpico do atletismo até hoje, numa prova disputada na chuva e na lama.  Quando retornou aos EUA foi recebido pelo presidente Harry Truman e recebeu 200 propostas de casamento.
Quatro anos depois, em Helsinque 1952, já dominante na modalidade e com maior massa muscular enquanto cursava a Universidade de Stanford, tornou-se o primeiro bicampeão olímpico desta modalidade, colocando mais de 900 pontos de diferença para o segundo colocado, um recorde mundial. 
Famoso em todo mundo, usou da aparência atlética para tentar uma carreira no entretenimento e nos anos 50 participou de filmes com Victor Mature e Jayne Mansfield e estrelou uma série de televisão sobre si mesmo,  The Bob Mathias Story, em 1954, além de estrelar o seriado The Troubleshooters, da NBC, no final da década.
Neste ciclo olímpico, além da carreira no cinema e na televisão, Mathias deixou o decatlo e serviu no Corpo de Fuzileiros Navais dos Estados Unidos entre 1954 e 1956. Ainda tentou competir em Melbourne 1956, quando estava ainda no auge da forma física aos 25 anos – foi campeão olímpico com 17 e 21 anos de idade – mas a  AAU (Amateur Athletic Union) exigiu que para isso ele teria que devolver todo o dinheiro que tivesse ganhado como ator em seu primeiro filme e nos comerciais de televisão em que apareceu. Tendo gasto o dinheiro, ele não pode devolvê-lo e desistiu de tentar um tricampeonato olímpico, passando a se dedicar à carreira artística pelo resto da década de 50.  Em 1960 ainda participaria de um filme-B épico italiano, Teseo contro il Minotauro, como Teseu.
Nos anos 60 Mathias abraçou a carreira política e em 1967 elegeu-se facilmente deputado pela Califórnia devido à sua enorme popularidade e serviu por quatro mandatos na Câmara dos Representantes dos Estados Unidos pelo Partido Republicano. Perdeu seu mandato apenas em 1974, quando foi derrotado pelo candidato democrata John Hans Krebs, no auge do escândalo de Watergate, que varreu nas urnas o Partido Republicano nos Estados Unidos. Entre 1977 e 1983 dirigiu o United States Olympic Training Center em Colorado Springs.
Ao retirar-se do atletismo em 1952, ele tinha conquistado nove vitórias nos nove decatlos que disputou, duas medalhas de ouro olímpicas, quatro campeonatos nacionais americanos e três recordes mundiais. Morreu de câncer em 2006, aos 75 anos, em Fresno, Califórnia.